# Gerhard Becker (Fußballspieler)
Gerhard Becker (* 8. Oktober 1921) war ein deutscher Fußballspieler. Er spielte 1950/51 in der DDR-Oberliga, der höchsten Liga im DDR-Fußball.

## Sportliche Laufbahn
Nachdem der SC Lichtenberg 47 zur Saison 1948/49 als Aufsteiger in der Berliner Stadtliga antrat, gehörte zum Spielerkader auch der 26-jährige Gerhard Becker. In der höchsten Berliner Spielklasse erwiesen sich die Lichtenberger als zu schwach und standen am Saisonende auf einem Abstiegsplatz.
Die Einführung des Vertragsspielersystems durch den von West-Berliner Vereinen dominierten Berliner Fußball-Verband nahm der DDR-Sportausschuß zum Anlass, zur Saison 1950/51 alle Ost-Berliner Fußballmannschaften in den Spielbetrieb des DDR-Fußballs zu übernehmen. Drei ehemalige Stadtligamannschaften wurden in die DDR-Oberliga eingegliedert, unter ihnen befand sich der Stadtliga-Aufsteiger Lichtenberg 47. Zum Lichtenberger Aufgebot gehörte nach wie vor Gerhard Becker, der von 34 Oberligaspielen 25 Begegnungen als Abwehrspieler bestritt. Mit sechs Punkten Abstand zu einem Nichtabstiegsplatz musste der SC Lichtenberg 47 nach nur einer Saison die Oberliga wieder verlassen.
Nach der folgenden Spielzeit 1951/52 kam der erneute Abstieg aus der DDR-Liga in die Drittklassigkeit. In der DDR-Liga war Gerhard Becker weiter Stammspieler bei Lichtenberg 47. Wieder im Mittelfeld eingesetzt bestritt er diesmal alle 21 Ligaspiele. Die Lichtenberger spielten anschließend über Jahre drittklassig, für den 30-jährigen Gerhard Becker bedeutete dies das Ende im höherklassigen Fußball.